# Steal Your Face
Steal Your Face es el séptimo álbum en vivo de la banda de rock estadounidense Grateful Dead, lanzado en 1976. El nombre del álbum proviene de la letra de la canción "He's Gone" ("Like I told ya, what I said, steal your face right off your head").

## Lista de canciones

### Lado Uno
1. "Promised Land" (Chuck Berry) – 3:17
2. "Cold Rain and Snow" (Grateful Dead) – 5:38
3. "Around and Around" (Berry) – 5:07
4. "Stella Blue" (Robert Hunter, Jerry Garcia) – 8:48

### Lado Dos
1. "Mississippi Half-Step Uptown Toodeloo" (Hunter, Garcia) – 8:04
2. "Ship of Fools" (Hunter, Garcia) – 7:01
3. "Beat It On Down the Line" (Jesse Fuller) – 3:24

### Lado Tres
1. "Big River" (Johnny Cash) – 4:55
2. "Black-Throated Wind" (John Perry Barlow, Bob Weir) – 6:07
3. "U.S. Blues" (Hunter, Garcia) – 5:42
4. "El Paso" (Marty Robbins) – 4:17

### Lado Cuatro
1. "Sugaree" (Hunter, Garcia) – 7:37
2. "It Must Have Been the Roses" (Hunter) – 6:00
3. "Casey Jones" (Hunter, Garcia) – 7:04

## Personal
- Jerry Garcia – guitarra, voz
- Donna Jean Godchaux – voz
- Keith Godchaux – teclados
- Mickey Hart – batería
- Bill Kreutzmann – batería
- Phil Lesh – bajo
- Bob Weir – guitarra, voz